# Nicandro Díaz González
Nicandro Díaz González (Monterrey, 1963. augusztus 9. – 2024. március 18.) mexikói producer.

## Élete
Karrierjét 1986-ban kezdte produkciós asszisztensként. 1998-ban elkészítette első önálló telenovelláját, a Gotita de amort. 2007-ben elkészítette a nagysikerű Szerelempárlat című telenovellát, melynek főszereplői Angélica Rivera és Eduardo Yáñez voltak. 2008-ban a Mindörökké szerelem című telenovellát készítette el.

## Telenovellái

### Mint vezető producer
- El bienamado (2017)
- Hasta el fin del mundo (2014)
- Amores verdaderos (Rabok és szeretők) (2012-2013)
- Soy tu dueña (A csábítás földjén, Riválisok) (2010)
- Mañana es para siempre (Mindörökké szerelem) (2008-2009)
- Destilando amor (Szerelempárlat) (2007)
- Contra viento y marea (A vadmacska új élete) (2005)
- Corazones al límite (első rész) (2004)
- ¡Vivan los niños! (Hajrá skacok) (2002-2003)
- Carita de ángel (2000-2001)
- Alma rebelde (Acapulco szépe) (1999)
- Gotita de amor (1998)

### Mint társproducer
- Preciosa (első rész) (1998)
- Mi pequeña traviesa (1997)
- Para toda la vida (1996)

### Mint produkciós koordinátor
- Carrusel de las Américas (1992)
- La pícara soñadora (1991)
- Simplemente María (második rész) (1989)
- Mi segunda madre (1989)
- Rosa salvaje (középső és utolsó rész) (1987)

### Mint produkciós asszisztens
- Rosa salvaje (első rész) (1987)
- Monte calvario (1986)